# Zabezpieczenie odcinkowe
Zabezpieczenie odcinkowe – zabezpieczenie różnicowe wzdłużne oparte na zasadzie pomiaru wektorowej różnicy prądów na początku i końcu zabezpieczanej linii elektroenergetycznej, tak jak to jest w skupionych elementach systemu elektroenergetycznego, np. w transformatorach. Wprowadzenie szybkich łączy światłowodowych umożliwiło realizację tego kryterium dla tak rozległego elementu sieci, jakim jest linia.